# 鴉片戰爭 (2008年電影)
《鴉片戰爭》（英語：Opium War）是一套2008年的阿富汗黑色喜劇電影，導演為西迪克·巴尔马克。這部影片描述兩名美國士兵（彼得和喬蘇巴）墜機在一片阿富汗罌粟田後發生的事，体现一個以种植罂粟为生的阿富汗難民家庭的生活。
這部影片是2009年第81屆奧斯卡金像獎上，阿富汗的奧斯卡最佳外語片獎正式參賽電影。

## 影片历史
因為種植罌粟在阿富汗為非法，在電影中的罌粟田是西迪克獲得阿富汗政府許可後才種植的。

## 外部連結
- 互联网电影数据库（IMDb）上《鴉片戰爭》的资料（英文）
- 豆瓣电影上《鴉片戰爭》的資料 （简体中文）